# 亚罗米尔·平卡瓦
亚罗米尔·平卡瓦（捷克語：Jaromir Pinkava，？—），捷克男子排球运动员。他曾代表捷克斯洛伐克、捷克参加1980年、1992年和1996年夏季残疾人奥林匹克运动会，其中1992年夏季残奥会获得一枚铜牌。